# Contigo hasta el final
A Contigo hasta el final (magyarul: Mindvégig veled) egy dal, amely Spanyolországot képviselte a 2013-as Eurovíziós Dalfesztiválon. A dalt az ESDM együttes adta elő spanyol nyelven Malmőben a döntőben, május 18-án. A 26 versenyző közül a 25. helyen végzett nyolc ponttal.